# Fuera de la ley (película de 1997)
Fuera de la ley (título original: Face Down) es un telefilme estadounidense de drama, crimen y misterio de 1997, dirigido y escrito por Thom Eberhardt, musicalizado por Joe Lovano y Gunther Schuller, en la fotografía estuvo John Holosko, los protagonistas son Joe Mantegna, Peter Riegert y Kelli Maroney, entre otros. Este largometraje fue producido por Hallmark Entertainment y Thom Eberhardt-Roni Weisberg Productions; se estrenó el 15 de noviembre de 1997.

## Sinopsis
Una mujer seductora y un investigador privado tienen un romance de una noche. Pero esa situación se transforma en una relación letal, ya que se los vincula con un asesinato, las cosas se van complicando cada vez más, la noche se llena de descontrol y muerte.